# Alliance de gauche (Finlande)
Pour les articles homonymes, voir Alliance de gauche.
L'Alliance de gauche (en finnois, Vasemmistoliitto, abrégé en Vas. et en suédois Vänsterförbundet, abrégé en vf) est un parti politique finlandais, plus à gauche que le Parti social-démocrate de Finlande. Elle est membre de l'Alliance de la Gauche verte nordique. Le parti est dirigé par Minja Koskela depuis octobre 2024.
L'alliance recueille entre 6 et 10 % des suffrages. Le parti dispose depuis les élections législatives d'avril 2023 de 11 députés à l'Eduskunta (le parlement finlandais).

## Histoire
Le parti a été créé en 1990 à la suite de la fusion du Parti communiste de Finlande (SKP) qui était la plus grosse force, représentant 90 % des forces de l'Alliance à sa fondation, de la Ligue démocratique du peuple finlandais (SKDL) et de la Ligue démocratique des femmes finlandaises (SNDL). Son congrès fondateur s'est tenu en avril 1990 à Helsinki, faisant suite à la Déclaration d'avril par laquelle les trois partis exprimaient la nécessité de créer un nouveau parti qui promouvrait les idéaux de la Révolution française ainsi que la paix et le respect de l'environnement. 
Rompant avec le passé révolutionnaire de l'extrême gauche finlandaise, l'Alliance de gauche demande une gestion sociale et écologique de l'économie de marché à l'image d'autres partis nordiques tels que le Parti populaire socialiste au Danemark. Il faut toutefois attendre plusieurs années pour que cette nouvelle image s'impose et les élections législatives de 1995 pour une première progression électorale.
L'histoire du parti a été marquée par des luttes internes, dues à la grande disparité idéologie des membres fondateurs. De nombreux membres ont ainsi rejoint le Parti social-démocrate ou le nouveau Parti communiste de Finlande (Unité) S.K.P.y.
En 2005, l'ancien secrétaire du parti, Matti Viialainen (fi), crée un groupe visant à promouvoir la fusion entre le Parti social-démocratie et l'Alliance de gauche. À la suite du tollé dans le parti, Matti Viialainen dut quitter le parti en mai 2006.
En 2006, Suvi-Anne Siimes, secrétaire du parti, annonce sa démission du fait de ces luttes internes. Cette démission provoque une crise importante au sein de l'Alliance.
Aux élections européennes de 2009, avec seulement 5,9 % des suffrages exprimés, l'Alliance perd son seul siège d'eurodéputé au profit des Chrétiens-démocrates, qui profitent de leur alliance avec le parti d'extrême droite des Vrais Finlandais.
Lors des élections européennes de 2014, l'Alliance a amélioré son score par rapport à 2009 en obtenant 9,32 % des suffrages exprimés et a ainsi remporté un siège au Parlement européen.

## Positionnement politique
En dépit de ses origines, l'Alliance tend à rompre avec le communisme. L'image communiste du parti est cependant très ancrée. La ligne politique actuelle de l'Alliance insiste beaucoup sur l'écologie, et notamment sur le lien entre justice sociale et protection de l'environnement.

## Électorat
Même si l'Alliance de gauche cherche à reconquérir l'électorat urbain jeune et bien éduqué que la Ligue démocratique du peuple finlandais a perdu, en bonne partie au profit de la Ligue verte, pendant les années 1980, son électorat appartient, dans les années 1990 du moins, encore largement à la classe ouvrière.

## Présidents
| Portrait                           | Identité                          | Période         | Période         | Durée                      |
| Portrait                           | Identité                          | Début           | Fin             | Durée                      |
| ---------------------------------- | --------------------------------- | --------------- | --------------- | -------------------------- |
| Claes Andersson, 1er octobre 2007. | Claes Andersson (1937 - 2019)     | 28 avril 1990   | 1998            | 8 ans                      |
| Suvi-Anne Siimes, 7 juillet 2009.  | Suvi-Anne Siimes, (née en 1963)   | 1998            | 2006            | 8 ans                      |
| Martti Korhonen                    | Martti Korhonen (en) (né en 1953) | 2006            | 2009            | 3 ans                      |
| Paavo Arhinmäki                    | Paavo Arhinmäki, (né en 1976)     | 27 juin 2009    | 11 juin 2016    | 6 ans, 11 mois et 15 jours |
| Li Andersson, 24 août 2022.        | Li Andersson, (née en 1987)       | 11 juin 2016    | 19 octobre 2024 | 8 ans, 4 mois et 8 jours   |
| Minja Koskela, 2022.               | Minja Koskela (née en 1987)       | 19 octobre 2024 | En cours        | 7 mois et 26 jours         |

## Résultats électoraux

### Élections législatives
| Année | Députés  | Voix    | %    | Gouvernement                    |
| ----- | -------- | ------- | ---- | ------------------------------- |
| 1991  | 19 / 200 | 274 639 | 10,1 | Opposition                      |
| 1995  | 22 / 200 | 310 340 | 11,2 | Lipponen I                      |
| 1999  | 20 / 200 | 291 675 | 10,9 | Lipponen II                     |
| 2003  | 19 / 200 | 277 152 | 9,9  | Opposition                      |
| 2007  | 17 / 200 | 244 296 | 8,8  | Opposition                      |
| 2011  | 14 / 200 | 239 039 | 8,1  | Katainen, Opposition            |
| 2015  | 12 / 200 | 211 615 | 7,1  | Opposition                      |
| 2019  | 16 / 200 | 251 808 | 8,2  | Rinne (2019), Marin (2019-2023) |
| 2023  | 11 / 200 | 218 340 | 7,1  | Opposition                      |

### Élections municipales
| Année | Conseillers | Voix    | %     |
| ----- | ----------- | ------- | ----- |
| 1992  | 1 319       | 310 757 | 11,67 |
| 1996  | 1 128       | 246 597 | 10,37 |
| 2000  | 1 027       | 219 671 | 9,88  |
| 2004  | 987         | 228 358 | 9,56  |
| 2008  | 833         | 224 170 | 8,78  |
| 2012  | 640         | 199 615 | 8,00  |
| 2017  | 658         | 226 626 | 8,80  |
| 2021  | 508         | 194 385 | 7,90  |

### Élections européennes
| Année | Sièges | Voix    | %     | Groupe              |
| ----- | ------ | ------- | ----- | ------------------- |
| 1996  | 2 / 16 | 236 490 | 10,51 | GUE/NGL             |
| 1999  | 1 / 16 | 112 757 | 9,08  | GUE/NGL             |
| 2004  | 1 / 14 | 151 291 | 9,13  | GUE/NGL             |
| 2009  | 0 / 13 | 98 690  | 5,93  | Extra-parlementaire |
| 2014  | 1 / 13 | 161 074 | 9,3   | GUE/NGL             |
| 2019  | 1 / 14 | 125 749 | 6,9   | GUE/NGL             |
| 2024  | 3 / 15 | 316 758 | 17,3  | GUE/NGL             |

### Élections présidentielles
| Année | Candidat                | 1er tour                | 1er tour                | 1er tour                |
| Année | Candidat                | Voix                    | %                       | Rang                    |
| ----- | ----------------------- | ----------------------- | ----------------------- | ----------------------- |
| 1994  | Claes Andersson         | 122 820                 | 3,8                     | 6e                      |
| 2000  | aucun                   | aucun                   | aucun                   | aucun                   |
| 2006  | soutien à Tarja Halonen | soutien à Tarja Halonen | soutien à Tarja Halonen | soutien à Tarja Halonen |
| 2012  | Paavo Arhinmäki         | 167 663                 | 5,5                     | 6e                      |
| 2018  | Merja Kyllönen          | 89 815                  | 3,0                     | 7e                      |
| 2024  | Li Andersson            | 158 579                 | 4,9                     | 5e                      |